# 海迪·朗
海迪·朗（英語：Heidi Long，1996年11月29日—），英国女子赛艇运动员。她曾代表英国参加捷克拉奇采举行的2022年世界赛艇锦标赛，获得女子四人单桨无舵手金牌。